# Скео, Карлос
Карлос Висенте Скео (исп. Carlos Vicente Squeo; 4 июня 1948, Док-Суд, Авельянеда, провинция Буэнос-Айрес, Аргентина — 8 сентября 2019) — аргентинский футболист, защитник.

## Клубная карьера
Карлос Скео начинал свою профессиональную футбольную карьеру в 1969 году в аргентинском клубе «Расинг». За свою карьеру Скео дважды возвращался в «Расинг», проведя в общей сложности за него 305 игр и забив 35 голов.
В 1977 году Скео был продан в «Боку Хуниорс», с которой он год спустя победил в Кубке Либертадорес.

## Международная карьера
Карлос Скео попал в состав сборной Аргентины на Чемпионате мира 1974 года. Однако из 6-и матчей Аргентины на турнире Скео появился на поле в двух. Скео выходил в стартовом составе Аргентины в матчах второго группового этапа против сборных Нидерландов и Бразилии, проведя в обоих случаях на поле все 90 минут.

## Тренерская карьера
После завершения карьеры игрока Карлос Скео в течение долгого времени работал помощником аргентинского тренера Мигеля Анхеля Бриндиси, бывшего своего партнёра по сборной и тренера клуба «Алумни», в котором доигрывал Скео. Скео помогал Бриндиси в работе с такими клубами, как «Расинг», «Бока Хуниорс», «Индепендьенте», «Уракан», «Ланус», испанский «Эспаньол», а также со сборной Гватемалы.

## Достижения

### Клубные
Бока Хуниорс
- Кубок Либертадорес (1): 1978 (победитель)